# Vầng thái dương (phim)
Vầng thái dương (tiếng Nga: Солнце) là phần thứ ba trong loạt phim về các nhà độc tài thế kỷ XX của đạo diễn Aleksandr Sokurov, ra mắt lần đầu năm 2005.

## Diễn viên
- Issei Ogata... Nhật hoàng Hirohito
- Robert Dawson... tướng Douglas MacArthur
- Kaori Momoi... Hoàng hậu Kojun
- Shiro Sano... Quan thị vệ
- Shinmei Tsuji... Quan hầu già
- Taijiro Tamura... nhà khoa học
- Georgi Pitskhelauri... Sĩ quan tùy tùng của McArthur
- Hiroya Morita... Kantarō Suzuki
- Toshiaki Nishizawa... Mitsumasa Yonai
- Naomasa Musaka... Korechika Anami
- Yusuke Tozawa... Kōichi Kido
- Kōjirō Kusanagi... Shigenori Tōgō
- Tetsuro Tsuno... Yoshijirō Umezu
- Rokuro Abe... Soemu Toyoda
- Jun Haichi... Nobuyuki Abe